# 長鰭短吻獅子魚
長鰭短吻獅子鱼，为輻鰭魚綱鮋形目杜父魚亞目狮子鱼科的其中一種。分布於東北大西洋區，包括加拿大拉布拉多海、格陵蘭、冰島、挪威海、英國、法羅群島等海域。屬深海魚類，棲息在水深500至1322公尺的水域，體長可達27公分，生活習性不明。